# Chinobrium mediofasciatum
Chinobrium mediofasciatum är en skalbaggsart som beskrevs av J. Linsley Gressitt 1937. Chinobrium mediofasciatum ingår i släktet Chinobrium och familjen långhorningar. Inga underarter finns listade i Catalogue of Life.